# Усміхнена мадам Беде (фільм)
«Усміхнена мадам Беде» (фр. La Souriante Madame Beudet) — французький короткометражний німий фільм, знятий режисером Жерменом Дюлаком в 1923 році. Прем'єра фільму відбулася 9 листопада 1923 року.
Вважається першим феміністським фільмом.

## Сюжет
Сумна дружина — мадам Беде, провінційна домогосподарка, живе з почуттям занедбаності та відсутності уваги з боку свого чоловіка, жінка відчуває муки у задушливих сітях буржуазного шлюбу та мріє про життя далеко за межами монотонного існування.
Її можливе звільнення — єдине, що може викликати посмішку на її обличчі, — розколюється від того, що в сон наяву вдирається чоловік, у героїні залишається тільки одне рішення — убити його. Якоїсь миті жінка наважується на це.
Мадам Беде звикла до того, що мосьє Беде постійно грає з нею дурний жарт. Часто він приставляє до скроні незаряджений револьвер та погрожує застрелитися. Після чергової сварки з чоловіком вона таємно заряджає револьвер, сподіваючись, що він випадково наступного разу застрелиться. Однак після безсонної ночі мадам Беде, відчуваючи докори совісті, вирішує відмовитися від цієї ідеї та вранці розрядити зброю. На жаль, мосьє Беде першим добирається до револьвера, думаючи, що він, як завжди, незаряджений і стріляє. Зброя дає осічку і чоловік думає, що мадам Беде намагалася накласти на себе руки; він обіймає її й каже: «Як я можу жити без тебе?»…